# Waylander
I Waylander sono un gruppo musicale nordirlandese di genere celtic/folk metal.

## Storia
La band si formò nel 1993 ad opera dei fratelli Ciaran e Dermot O'Hagan e debuttò con il demo Once Upon An Era alla fine del 1994, mescolando la musica folk irlandese con il metal estremo. All'inizio il desiderio era quello di suonare metal anni ottanta, ma la prima canzone aveva dei toni così celtic metal che ciò avrebbe influito sulla produzione futura. Nel 1996, con l'aggiunta di un suonatore di flauto in stagno, si pubblicò un secondo demo, Dawning of a New Age, il quale portò la formazione nord-irlandese a raggiungere un'importante posizione sulla scena del folk metal. Tale traguardo venne rafforzato dal contratto stipulato con la Century Media Records e da qui poco tempo passò per l'emissione del primo disco, Reawakening Pride Once Lost, nel 1998. Venne organizzata una manciata di concerti per pubblicizzare l'album, ma problemi con l'etichetta e una serie di tensioni interne smorzarono un po' lo slancio. Si ebbe una rivalsa nel 2001, quando I Waylander firmarono con la Blackend Records ed uscì il secondo album, The Light, the Dark and the Endless Knot. Tuttavia ci furono altre controversie interne alla band ancora per vari anni, che però non riuscirono a intaccare la serie di tour previsti. Nel 2005, ai tradizionali componenti ArdChieftain O'Hagan, Michael Proctor e Den Ferran si unirono Saul McMichael e Gareth Murdock alle chitarre. Il gruppo stipulò un contratto con un'altra casa, la Listenable Records: ciò permise la produzione del terzo disco, Honour Amongst Chaos, considerato quello meglio riuscito, anche per l'utilizzo di strumenti tipici della tradizione folk irlandese. Per Reawakening Pride Once Lost, i membri si sono appellati alla Midhir Records. Nel 2009 Gareth Murdock lascia la band per trasferirsi negli Alestorm.

## Discografia

### Album in studio
- 1998 - Reawakening Pride Once Lost
- 2001 - The Light, the Dark and the Endless Knot
- 2008 - Honour Amongst Chaos
- 2012 - Kindred Spirits
- 2019 - Eriú's Wheel

### Demo
- 1994 - Once Upon an Era
- 1996 - Dawning of a New Age

## Formazione

### Formazione attuale
- ArdChieftain O'Hagan - voce
- Saul McMichael - chitarra
- Michael Proctor - basso
- Den Ferran - batteria
- Dave Briggs - tin whistle, mandolino e bodhrán (strumenti folk)

## Membri precedenti
- Máirtín Mac Cormaic - tin whistle e bodhrán
- Redser O'Hagan - chitarra
- Owen Bowden - chitarra
- Nick Shannon - batteria
- Kevin Canavan - chitarra
- Fearghal Duffy - chitarra
- Gareth Murdock - chitarra